# Kastenhof Landau – Das Museum für Steinzeit und Gegenwart

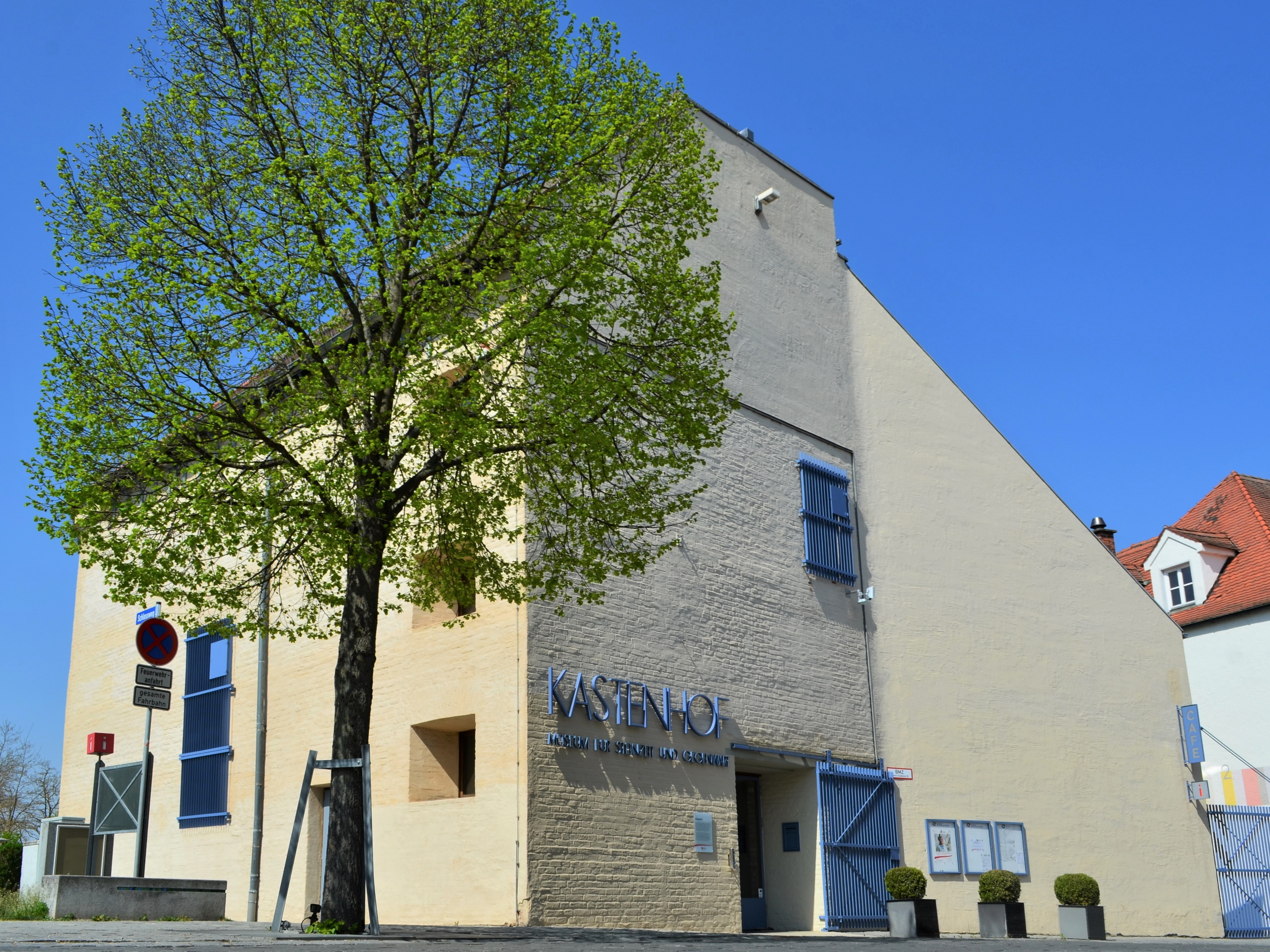
Der Eingang zum Museum

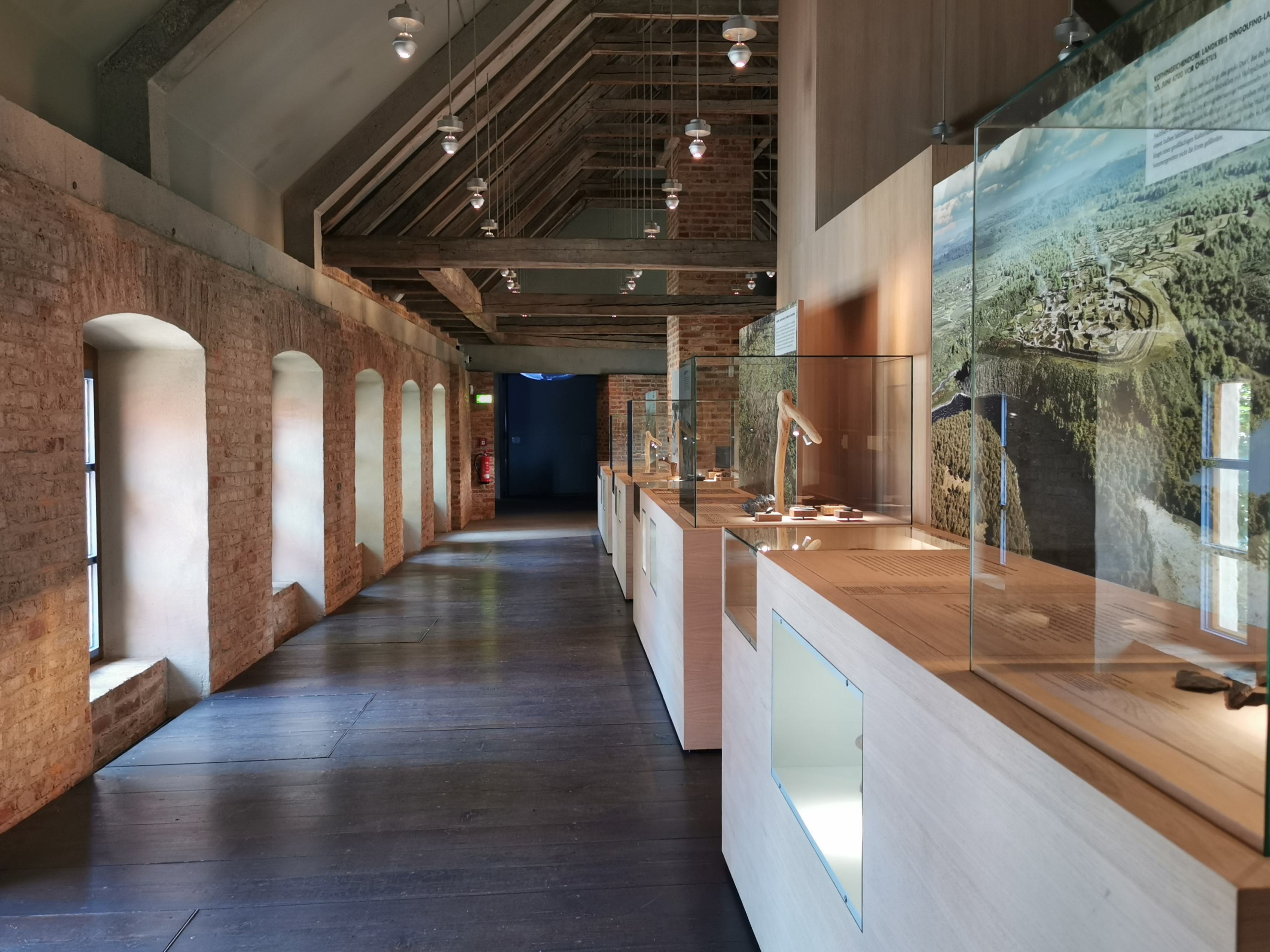
Innenraum der Dauerausstellung

Der Kastenhof Landau – Das Museum für Steinzeit und Gegenwart in Landau an der Isar ist ein archäologisches Museum, das sich mit der Jungsteinzeit befasst. Es befindet sich im historischen Kastenhof, der zuvor bereits das Niederbayerische Archäologiemuseum beherbergte. Seine Eröffnung fand am 27. Oktober 2019 statt.

## Das Museum

### Die Dauerausstellung
Die Ausstellung beleuchtet die Jungsteinzeit besonders im Hinblick auf die kulturgeschichtlichen Umwälzungen dieser Epoche und deren Auswirkungen auf das Leben moderner Menschen. Obwohl viele heute noch gültige Lebens- und Gesellschaftsmodelle auf die Sesshaftwerdung, die Einführung der Landwirtschaft und ihre Begleiterscheinungen zurückgehen, steht diese Zeit kaum im alleinigen Fokus einer Museumspräsentation. Auf diese Zusammenhänge wird in der Ausstellung durch eine Gegenüberstellung von Gegenständen heutigen Lebens und archäologischer Originale aufmerksam gemacht. Auch Überlegungen zu Themen der Nachhaltigkeit und der Gesellschaftsentwicklung spielen eine große Rolle im Verlauf des Rundganges.
Ein besonderes Augenmerk liegt auf einer Veranschaulichung vergangener Lebenswelten und der Einordnung kaum selbsterklärender archäologischer Artefakte. Neben zahlreichen nachgebildeten Gegenständen der Jungsteinzeit illustrieren fünf großformatige Lebensbilder Siedlungs-, Wirtschafts- und Gemeinschaftssituationen aus verschiedenen Abschnitten der Jungsteinzeit. Zu den meisten der bayerischen Fundorte sind diese Bilder die bislang einzigen Rekonstruktionsdarstellungen.
Mehrere hundert originale archäologische Objekte aus der Region, ergänzt um Nachbildungen von Funden mit organischer Erhaltung, erläutern die Jungsteinzeit in Bayern. Unter den zahlreichen Exponaten stechen einige besonders hervor.
- Zwei gebogene Goldbleche,[2] 6,7 und 7 cm lang, wurden 1998 in Aufhausen im Grab eines Jungen[3] oder Mannes[4] aus der Glockenbecherkultur gefunden.[4] Sie zählen zu den ältesten Goldobjekten Bayerns. Die dünnen Bleche werden als Teil einer Kopfbedeckung oder Haarschmuck[5] gedeutet und weisen aufgrund ihrer Seltenheit auf einen hohen Status des Trägers hin. Solche Beigaben in Bestattungen von Kindern oder Jugendlichen werden mitunter als Anzeichen auf die Vererbbarkeit von Status gedeutet.[6]
- Bemerkenswert ist ein großer Brocken Rohgraphit aus Haidlfing im Markt Wallersdorf.[7] Dieses Material wurde zur Herstellung von fast schwarzem, metallisch glänzendem Farbstoff verwendet. Graphit kommt nicht in der Gegend vor, sondern muss aus weiterer Entfernung importiert werden. Während sich das Gewicht von Rohgraphitbrocken üblicherweise im unteren zweistelligen Grammbereich bewegt, ist dieser Brocken mit seinen noch erhaltenen 1,8 Kilogramm das mit Abstand größte aus Altbayern bekannte Stück und wiegt mehr als alle übrigen jungsteinzeitlichen Graphitfunde Südbayerns zusammen. Er wurde in einer Grube der stichbandkeramischen Kultur rituell niedergelegt.
- Der Kopfbereich einer stichbandkeramischen Bestattung wurde auf der Grabung als Block geborgen, nur zum Teil freigelegt und so zur Präsentation konserviert.[8] Der in fortgeschrittenem Alter verstorbenen Frau wurde neben einer Silexklinge ein Collier aus Hirschgrandelimitationen beigegeben. Als „Grandel“ werden die Eckzähne von Hirschen bezeichnet. Neben der Verwendung echter Grandeln als Schmuckanhänger wurden diese auch aus Kalkstein oder Knochen nachgebildet. Im Falle der Bestattung aus Niedertraubling bei Regensburg handelt es sich um das größte Collier dieser Art in Südbayern. Da nur Teile davon freigelegt wurden, kann die Gesamtzahl der Hirschgrandelimitationen nur auf bis zu 120 Stück geschätzt werden.

Ursprünglich geplant war auch die Präsentation der Venus von Aufhausen.
Die Ausstellung wurde mit Fördermitteln des Europäischen Landwirtschaftsfonds für die Entwicklung des ländlichen Raumes (ELER) ermöglicht und durch den Freistaat Bayern im Rahmen des Entwicklungsprogramms für den ländlichen Raum in Bayern 2014–2020 mitfinanziert. Weitere Mittel stellten der Landkreis Dingolfing-Landau, die Landesstelle für die nichtstaatlichen Museen in Bayern, der Kulturfonds Bayern – Kunst sowie der Förderkreis Niederbayerisches Archäologiemuseum e. V. zur Verfügung.

### Lisar
Im Zentrum der Ausstellung steht die lebensechte Figur Lisar, um deren fiktiven Tagesablauf sich die Ausstellung entwickelt. Der Name wurde in Anlehnung an den Standort Landau an der Isar gewählt. Sie stammt aus der Werkstatt der renommierten niederländischen Paläo-Künstler Adrie und Alfons Kennis, die bereits die Eismumie Ötzi für das Archäologische Museum Bozen, mehrere Figuren von Neandertalern für das Neanderthal Museum in Mettman sowie zahlreiche weitere Figuren für namhafte Museen rekonstruiert haben. Die Figur wurde anhand einer eigens für die Ausstellung untersuchten Bestattung der Linienbandkeramik aus Essenbach bei Landshut angefertigt.
Das Grab der im Alter von etwa 60 Jahren verstorbenen Frau lag innerhalb einer linienbandkeramischen Siedlung. Ihr wurden vier Keramikgefäße sowie ein Stein- und ein Knochengerät ins Grab gegeben, die als Töpferwerkzeuge gedeutet werden – allerdings keine weiteren Gegenstände im Zusammenhang mit Kleidung oder Schmuck. Die Ausstattung der Figur wurde beispielhaft aufgrund typischer Beigaben zeitgleicher Bestattungen aus der Region zusammengestellt. Die Leinenkleidung geht auf den Vorschlag Prof. Jens Lünings zur Deutung verzierter keramischer Menschenfiguren zurück.
Bekannt sind hingegen etliche biografische Details, die durch verschiedene naturwissenschaftliche Methoden ermittelt werden konnten. So ergab beispielsweise eine Untersuchung der aDNA eine braune Augenfarbe, braunes Haar sowie einen Hautton, der mit dem heutiger Einwohner Mittelitaliens vergleichbar ist. Die 1,45 m große Frau zeigt starke Muskelansätze sowie Spuren leichter Arthrose am Skelett. Im Hinblick auf ihr Alter sprechen die Knochen von einem verhältnismäßig guten Gesundheitszustand, trotz mehrerer überstandener Krisen. Als mögliche Todesursache kommen nicht verheilte Entzündungen im Kiefer durch starken Kariesbefall der Zähne in Frage. Wie die Eismumie Ötzi war die Frau aus Essenbach laktoseintolerant.
Die Radiokarbondatierung des Knochenmaterials weist in das 53. Jahrhundert vor Christus. Auch nach der archäologischen Einordnung ist davon auszugehen, dass die Frau zwischen 5300 und 5200 vor Christus lebte und zu den ersten beiden Generationen sesshafter Bauern in der Region gehörte. Eine genetische Verwandtschaft mit Jäger-und-Sammler-Gruppen liegt nicht vor.

### Museumspädagogik
Die museumspädagogische Arbeit stellt ein wichtiges Standbein des Museums dar. Neben Führungen richten sich unterschiedliche Workshops und Kurse sowohl an Kinder als auch an Erwachsene. Bei der Neugestaltung des Museums wurden der vorhandene Museumspädagogik-Raum renoviert und ein weiterer Raum für verschiedene Programme ausgestattet. Diese Maßnahmen wurden von der Bramenkamp-Stiftung finanziert.

## Kulturhaus Kastenhof
Der Kastenhof dient heute als Kulturhaus. Im sogenannten Herzogssaal, ehemals einem der Ausstellungsräume, finden Veranstaltungen wie Vorträge, Konzerte oder Hochzeiten statt. Der Glassaal, ein Anbau aus den 1990ern, wird für größere Veranstaltungen sowie zusammen mit einem weiteren Raum für verschiedene Sonderausstellungen genutzt.
Im Foyer des Kastenhofes befinden sich ein Museumsshop und ein Infopoint für Touristen. Das Haus beherbergt außerdem eine Gastronomie mit Biergarten.
In weiteren Teilen des historischen Gebäudekomplexes sind die städtische Musikschule, ein Probenraum der Stadtkapelle, die Stadtbücherei und eine Außenstelle der Kreisarchäologie Dingolfing-Landau untergebracht.

## Geschichte des Kastenhofes
Der Kastenhof liegt in der südöstlichen Ecke der mittelalterlichen Oberen Stadt an einer der höchsten Stellen im Stadtgebiet. Die dominante Gebäudegruppe besteht aus einem lang gestreckten dreigeschossigen Hauptgebäude mit steilen Giebeln und ehemaligen Stall- sowie Speichertrakten. In seiner wechselvollen Geschichte diente der Kastenhof bereits als Verwaltungssitz, Kasten zur Einlagerung von Naturalabgaben, Gefängnis, für Teile des Land- bzw. Amtsgerichtes und in jüngster Zeit als Archäologiemuseum.
Über die Anfänge des Gebäudes ist nichts Gesichertes bekannt. Die exponierte Lage im Stadtgebiet, nahe der Pfarrkirche, spricht für eine zentrale Rolle des Kastenhofes schon in der mittelalterlichen Stadt. Ob er als das in den historischen Dokumenten erwähnte „Schloss“ zu identifizieren ist, bleibt vorerst ungewiss. In jedem Fall müssen hier die Wohn- und Arbeitsräume des Pflegers, des wichtigsten Justiz- und Verwaltungsbeamten, gelegen haben. Rechnungsbücher, in denen der Kastenhof erwähnt wird, liegen ab 1421/22 vor.

### Älteste Bauteile
Als Teil der südlichen Außenwand blieb der älteste Bauteil am Kastenhof erhalten: die ehemalige, im Kern mittelalterliche Stadtmauer Landaus. Ursprünglich war die Backsteinmauer unverputzt. Der Mörtel zeigte sich im Laufe der Bauuntersuchungen Ende der 1980er in weiten Bereichen durch starke Hitzeeinflüsse rot verfärbt. Ein Zusammenhang mit dem Stadtbrand von 1504 im Zuge des Landshuter Erbfolgekrieges liegt nahe. Auf dieses Datum deutet auch der um 1504 aufgesetzte Dachstuhl des südwestlichen Bauteiles. Eine Wand in diesem Bereich mit erhaltenen gotischen Fensternischen belegt einen Vorgängerbau, der in Teilen aus Fachwerk bestanden haben könnte.

### Nutzung als Kasten
Als Sitz des Kastenamtes Landau war der Kastenhof ein Verwaltungszentrum. „Kasten“ bezeichnet ein Gebäude, in dem die Naturalabgaben der Bevölkerung eingelagert wurden, vor allem in Form von Getreide.
Der Kastenhof überlebte im Landshuter Erbfolgekrieg die Erstürmung der Stadt durch die Truppen von Albrecht IV. bzw. wurde unmittelbar danach wieder ausgebessert. Der älteste, südwestliche Teil des Kastenhofs ist ein fast quadratischer Bau mit steilem Satteldach, der auf kurz nach 1504 datiert wird. Auch die noch erhaltene Holztreppe wird dieser Zeit zugeschrieben. Vermutlich befanden sich hier anfänglich die Wohnräume des Pflegers, des höchsten herzoglichen Beamten in Landau. In historischen Dokumenten ist von einer „Dürnitz“ die Rede. Darunter verstand man einen beheizbaren Speise- und Gemeinschaftsraum.
Der eigentliche Kasten, ein Satteldachbau mit Blendbögen und Spitzbogenfenstern aus einer 2. Bauphase nach 1504, schließt im Norden an diesen Bauteil an. Seit dem späteren 16. Jahrhundert wurde das Gebäude vorwiegend als Getreidespeicher verwendet. Der heutige Dachstuhl stammt aus den Jahren 1786/87.

### Registratur und Gefängnis
Nach Aufhebung der Naturalabgaben 1848 hatte der Kasten seinen ursprünglichen Zweck verloren. Doch bereits zuvor wurden Teile des Gebäudekomplexes anderweitig genutzt.
Zwei Räume im Erdgeschoss wurden Ende des 18. Jahrhunderts überwölbt und teils mit Freskomalereien versehen. Hier zog die Registratur des Landgerichts Landau ein, um Akten zu lagern. Die Decken- und Wandmalereien zeigen verschiedene Wappen und Szenen mit Bezug zum Rechtswesen, wie eine Justitia mit Schwert und Waage oder das salomonische Urteil. Nach der Trennung von Justiz und Verwaltung in Bayern 1861/62 wurde der Kastenhof umfassender vom Amtsgericht genutzt, bis dieses 1940 an seinen aktuellen Standort umzog.
Der langgestreckte Südtrakt des Kastenhofs wurde 1815/16 als Gefängnis („Fronfeste“) des Landgerichts neu errichtet. Die Südwand mit den Resten der mittelalterlichen Stadtmauer wurde dabei weitergenutzt. Die ehemaligen Wirtschaftsräume und eine dem heiligen Georg geweihte Kapelle gingen mit dem Neubau verloren. Neben den Zellen waren im Neubau auch eine Dienstwohnung für den Gerichtsdiener sowie ein Verhörraum untergebracht. Das Gefängnis hatte sich zuvor im Rathausgäßchen befunden.

### Privatbesitz und Ankauf durch die Stadt Landau
Ab dem Beginn des 19. Jahrhunderts wurden mehr und mehr Teile des Gebäudekomplexes in private Hand verkauft und dienten in der Folge teils als Wohnungen, teils als Geschäfts- oder Lagerräume. 1985 und 2008 konnte die Stadt Landau das renovierungsbedürftige Ensemble in ihren Besitz bringen, um es als baugeschichtliches Erbe zu bewahren. Von 1988 bis 1991 wurde der südliche Teil des Kastenhofs grundlegend saniert und in der Folge zum Kulturhaus mit Museums-, Ausstellungs- und Veranstaltungsräumen ausgebaut. Im Zuge des Umbaus fanden archäologische Ausgrabungen statt. Verantwortlich für den Entwurf des heute noch beeindruckenden Museumsbaues zeichnen die Architekten Prof. Matthias Reichenbach-Klinke und Hans Schranner, die gekonnt historische Bausubstanz und moderne Elemente aus Stahl und Beton miteinander vereinten.

### Niederbayerisches Archäologiemuseum
Das Niederbayerische Vorgeschichtsmuseum wurde im Juli 1995 als elftes Zweigmuseum der Prähistorischen Staatssammlung München eröffnet. Nach der Umbenennung des Mutterhauses in Archäologische Staatssammlung München wurde der Name des Museums im Jahr 2001 in Niederbayerisches Archäologiemuseum geändert. Im Jahr 1997 wurde die Sammlung mit dem „Europäischen Museumspreis“ ausgezeichnet, unter anderem wegen des damals wegweisenden Einsatzes moderner Technik in einem Archäologiemuseum. Die Ausstellungsthemen umspannten die Kulturgeschichte der Menschen von den Jägern und Sammlern bis zum Mittelalter.
Nach 20 Jahren Laufzeit ohne größere Veränderungen übernahm die Stadt Landau 2015 den Betrieb und initiierte die Neugestaltung zu einem modernen Themenmuseum. Es folgten mehrere Jahre Planung und ab 2019 der Umbau zum Kastenhof Landau – Das Museum für Steinzeit und Gegenwart.